# アランジアロンゾ
アランジアロンゾ（aranziaronzo）とは、姉妹である斎藤絹代（さいとうきぬよ）・余村洋子（よむらようこ）の2人によるオリジナル雑貨作製ユニット名。その商品のブランド名でもあり、社名でもある。"つくるの担当"がさいとうきぬよさん、"えをかく担当"がよむらようこさん。数々のオリジナルキャラクターの作家として知られており、「かわいくてへんてこでかっこよくてばかばかしくてちょっとこわくてまぬけでなごめる」作風で若い女性と子供に人気がある。
在籍の文具メーカー倒産後、ポストカードやアクセサリー作製を手始めに、1991年に大阪府で有限会社アランジアロンゾを父親と3人で設立。1993年に、ベネッセコーポレーションの出産育児雑誌『たまごクラブ』『ひよこクラブ』（たまひよ）のキャラクターをデザインしたことで活躍の場を広げ、愛・地球博のモリゾーとキッコロのデザインでファン以外にも知られるようになった。
大阪市中央区南船場に直営販売の本店をもち、札幌市中央区、東京都渋谷区、福岡市中央区、東京都墨田区にある東京スカイツリーの東京ソラマチ４階に直営店がある。各店舗オリジナル商品が展開されているが、中でも東京スカイツリータウン・ソラマチ店には限定商品がたくさん揃っている。名古屋市中区に直営店、広島市中区にフランチャイズ店が存在した。日本全国に商品を取り扱う販売店がある他、「アランジキャラバン」という移動店舗が各地を巡る。海外では台湾台北市にフランチャイズ店、フランス、オーストラリア、アメリカ、カナダなどに商品を扱う店舗がある。また2014年7月には台湾の台南市にアランジホテルを開業した(〜2018年6月)。ちなみに中国語では「アランジ」を「阿朗基」と表記する。

## 主な作品
- 1993年 たまごクラブのたまちゃん、ひよこクラブのひよちゃん
- 1997年 パンダまんが
- 1998年 わるい本
- 2005年 中部国際空港（セントレア）のキャラクター なぞの旅人フーをはじめとする セントレアフレンズ
- 2005年 2005年日本国際博覧会（愛・地球博）のメインキャラクター モリゾーとキッコロ
- 2005年 大阪市交通局「OSAKA PiTaPa」のイメージキャラクター ぴたポン!

旧大和銀行（現在のりそな銀行）のキャラクター通帳のデザインも担当していた。通帳には「お金がたまる、ははははは」と笑いながら札束をわしづかみにするパンダのイラストで、これまでの銀行通帳のイメージを打ち破った。2003年には、作成キャラクターのかっぱがかっぱえびせんのCMに出演していた。2005年日本国際博覧会（愛・地球博）のメインキャラクターであるモリゾーとキッコロは、万国博覧会のコンセプトを意識しつつ、スタッフの雰囲気に寄せて作成。2009年に、東京創元社では、文庫創刊50周年を記念したフェアとして、アーサー・コナン・ドイルの「失われた世界」の特別バージョンのカバーの文庫本が4月より1年間、販売された。

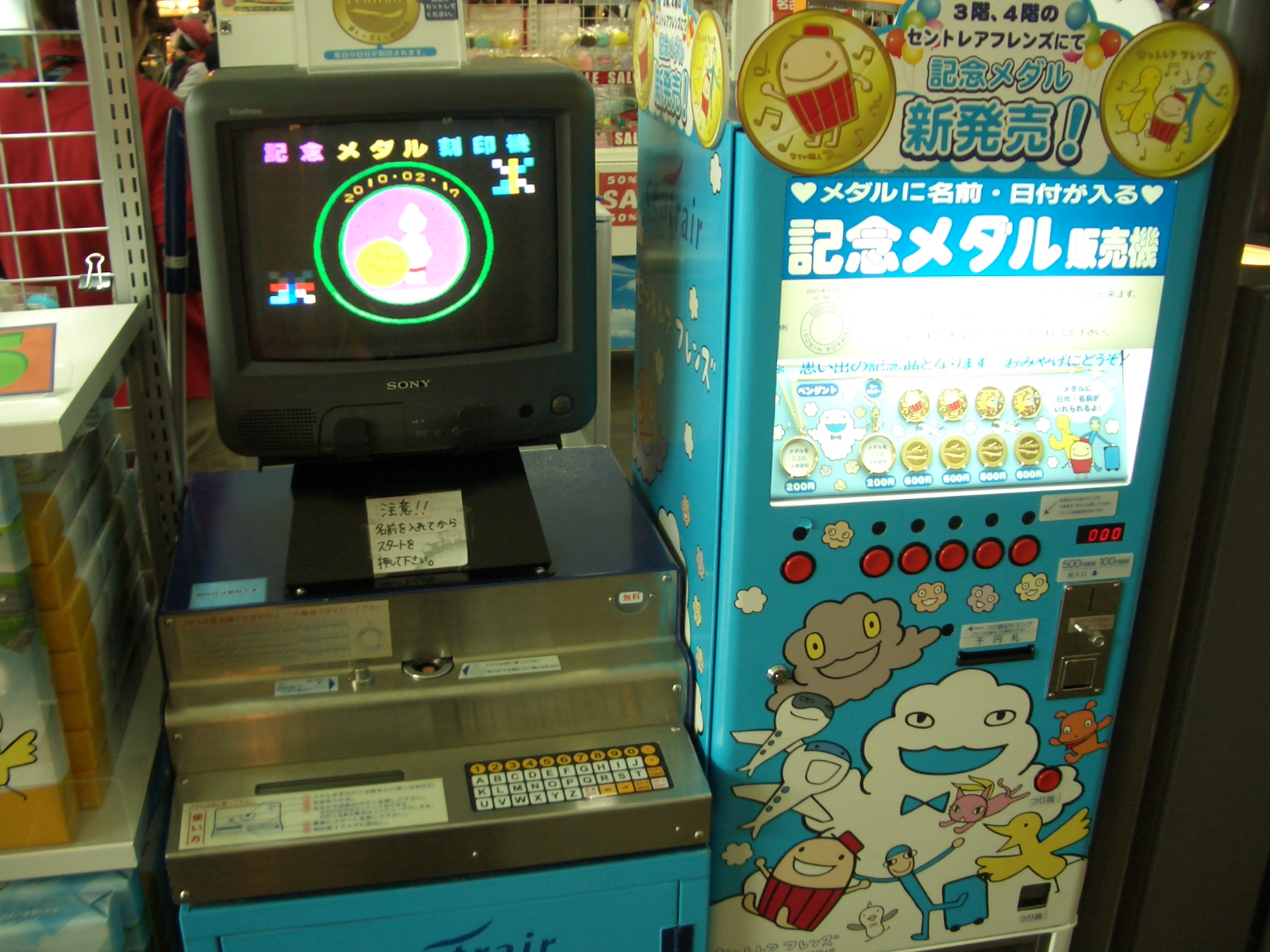
中部国際空港・セントレアフレンズの記念メダル自販機
愛・地球博長久手会場北ゲートの壁に描かれたモリゾーとキッコロ
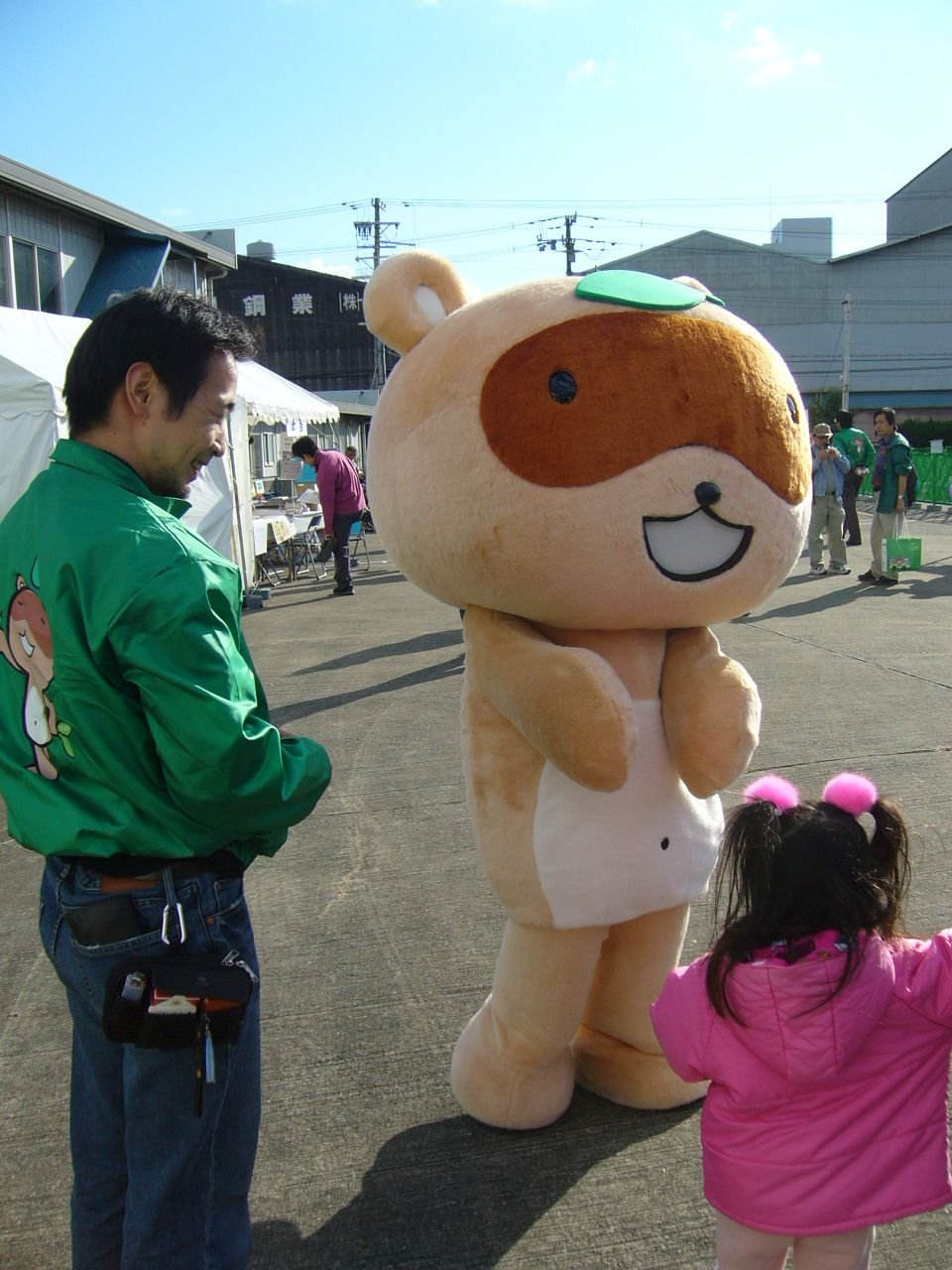
ぴたポン! の着ぐるみ

## 書籍
- ともに泣き ともに笑いましょう（角川書店）
- ともだちのしゃしん（角川書店）
- アランジスタイル（角川書店）
- うさぎのちいさいともだち（角川書店）
- パンダまんが（角川書店）
- しろうさぎなまいにち（角川書店）
- どこへいくカッパくん（角川書店）
- わるい本（角川書店）
- カッパでもどうにかやっている（角川書店）
- アランジアワー全集（主婦と生活社）
- せかいりょこうでこんにちは（主婦と生活社）
- なぞのたびびと フー（主婦と生活社）
- かわいいもちもの (文化出版局)
- ぴよぴよひよちゃん (ベネッセコーポレーション）
- ぷるぷるたまちゃん (ベネッセコーポレーション）
- アランジアロンゾ (e-MOOK 宝島社ブランドムック)

## キャラクター

### ねずみ
ちゅーこちゃん
アランジアワーから生まれたキャラクター。
家族構成　ぱぱ、まま、ちゅちゅおねえちゃん、ちゅーこちゃんの4人家族。家族の中では1番背が小さく、友達の中だと真ん中ぐらい。（ねずくん、まうみちゃん、ちゅーこちゃん、みーちゃん、ちーたくんの順）ぱぱとままに「どんどん大きくなるよ」と言われたちゅーこちゃんは家や車よりも大きくなる自分を想像して驚いていた。
しっぽを駆使して遠くの物を取ったり、字を書くことができる。友達のちーたくんと木登りをしていた際に足を滑らせて落下しそうになるも木の枝をしっぽでつかみ、一命を取り留めた。
突然頭から茶色にオレンジ色の水玉模様のキノコが生えた際は、取り乱して家族に助けを求めるも、ぱぱ、ままは特に気にしていない様子であった。姉のちゅちゅおねえちゃんは「ちゅーこだけいいなー」とうらやましがっていた。結果的にちゅーこちゃんもキノコを好きになり友達に自慢しようと決意した。
突然家が竜巻に襲われ、ぱぱの冷静な判断により家族は無事であった。家が吹き飛ばされたことによって見慣れない土地に着地し、意図せず引越しをすることとなった。

### パンダ
パンダくん
基本的に男らしい性格だが、マントを着けヒーローのように飛んでみたりとお茶目だったりする。喜んだ時に「やっちゅー!」と発する。何にでも強いけれど、唯一くすぐりには弱い。好物は黒豆。黒パンダ団を敬遠している。
メカパンダくんとは友達。
メカパンダくん
博士が作ったロボットのパンダ。ヒーローなのに「え〜」や「も〜」が口癖。
雨が苦手（体が錆びるので）など弱点が多いが、ロボットなのでくすぐりには強く、工作が得意。好物は煎餅。
黒パンダ団
通常のパンダと、白と黒の配色が逆の謎の集団。
驚くほど沢山の仲間がいて、大勢でしか出来ない器械体操や野球やフォークダンスを行っている。
パンダくんを勧誘したが断られた。
ペロリ
パンダくんの知り合い。しかし、パンダくんはどこで知り合ったかは覚えていない。
ピンクのカバに見えるがカバではないらしい。何の動物なのかは不明。話し方が女の子ぽいが、性別も不明になっている。昔はふっくらしていたらしい。「たーこ」というタコの友達がいる。

### うさぎ
しろうさぎ
天真爛漫な女の子。くろうさぎとはいつも一緒に遊んでいて、お揃いのアランジスモックを着ている。
かわいい物と食べることが大好き。手先が不器用で、腕が太いことを気にしている。
くろうさぎ
落ち着きがあり、しろうさぎのお姉さん的存在なところがある。
手芸が得意で、欲しい物はミシン。ミックスジュースの中身を当てるのがうまい。色黒なのが悩み。

### わるもの
わるもの
名前の通り、悪いことをしたり言ったりすることを好んでいる。目の位置が左右ずれており、自由に動かすことが出来る。
小心者なところがあり、どことなく憎めない。
うそつき
名前の通り、嘘をつくのが好きで周囲を困らせたりする。へそ曲がりでもある。顔色が黄色く、口先が尖っている。
毎年4月1日になるとエイプリールフールということで、黄色いチューリップを持参でアランジアロンゾの店へ行くと、うそつきとの写真撮影を実施されている店舗がある。
いじわる
名前の通り、意地が悪い。演歌と民謡を好み、趣味が渋い。わるものとうそつきの仲間だが露出度は低い。
ドクロさん
皮がなく骨だけで、一見悪そうに見えるが礼儀正しく性格が良い。
パンクが好きで絵を描くのが上手い。

### その他
てつ
アランジアロンゾ本店で店員やモデルをしている、ワイアーヘアード・フォックス・テリアの雄犬。人懐こい人気犬。
語尾に「わん」をつけて喋る。
モチーフになった本店のてつは2013年8月29日深夜に13歳で永眠。
ねこ
しろねこ・くろねこ・とらねこのトリオ。しろねこだけ女の子。いつも3匹一緒。
語尾に「にゃ」とつけて喋る。
りすちゃん
オシャレな女の子。フサフサの尻尾が自慢だが、仰向けには眠れない。
トリちゃん
少し澄ましたお姉さん。綺麗になる秘訣は、いつも見られていることを意識することらしい。
コトリ
夕暮れに子供を攫うことを仕事にしている男性。
青春時代はミュージシャンを目指したり、ヘビつかいの修行をしたり、女性になったりと試したが上手く行かなかった。
くま
さるくんの友達。普段は標準語で話すが、アランジアロンゾ大阪本店店長（イメージキャラクター）の時は関西弁で話す。
さるくん
くまの友達。顔がおじさんぽい。
マンキーくん
さるくんの友達。バイリンガルで英語の発音が良い。
ヒツジ
しろひつじ・くろひつじ。二ひきとも口数が少なく無口だが、心が通じあっている。
スリムボーイ
背が高く細身の、いつもボーダーシャツがトレードマークの青年。カプセルトイのキャラクター。いくつものカプセルを、ジャグラーのように操ることが出来る。コトリとは顔見知り。
他、多数のキャラクターが存在する。